# Fluorure d'ytterbium(III)
Le fluorure d'ytterbium(III) (YbF3) est un composé chimique inorganique insoluble dans l'eau. Comme d'autres composés de l'ytterbium, c'est une substance blanche plutôt banale. Le fluorure d'ytterbium a trouvé une utilisation de niche comme agent de contraste aux rayons X dans l'industrie dentaire pour aider à l'identification des obturations lors d'un examen aux rayons X.